# Cold (James Blunt)
Cold is een nummer van de Britse singer-songwriter James Blunt uit 2019. Het is de eerste single van zijn zesde studioalbum Once Upon a Mind.
"Cold" gaat over Blunts vrouw Sofia, die alleen een gezin moet onderhouden als Blunt 18 maanden achter elkaar op tournee is. De tekst is een ongefilterde uiting van liefde van Blunt aan zijn vrouw terwijl hij duizenden kilometers van haar verwijderd is.  Het nummer flopte in Blunts thuisland het Verenigd Koninkrijk, en wist ook geen notering in de Nederlandse Top 40 of Tipparade te behalen. Wel bereikte het in Vlaanderen de 13e positie in de Tipparade.

## Tracklijst
Muziekdownload
1. "Cold" - 3:28